# 223566 Petignat
223566 Petignat è un asteroide della fascia principale. Scoperto nel 2004, presenta un'orbita caratterizzata da un semiasse maggiore pari a 2,2785327 UA e da un'eccentricità di 0,1677645, inclinata di 2,06920° rispetto all'eclittica.